# Klaus-Uwe Panther
Klaus-Uwe Panther (* 2. März 1942) ist ein deutscher Anglist.

## Leben
Von 1961 bis 1967 studierte er Anglistik, Romanistik, Philosophie und Pädagogik in Hamburg (1976: Promotion zum Dr. phil.). Von 1970 bis zum Ruhestand 2007 war er Wissenschaftlicher Rat, Wissenschaftlicher Oberrat und Professor an der Universität Hamburg. Von 1980 bis 1981 war er am Indiana University Bloomington, Department of English und Department of Linguistics, tätig. Im Wintersemester 1984/1985 war er an der University of California at Berkeley, Department of Linguistics, tätig. Von 1985 bis 1988 war er Sprecher (Dekan) des Fachbereichs Sprachwissenschaften an der Universität Hamburg. Von 1988 bis 1989 war er stellvertretender Sprecher (Prodekan) des Fachbereichs Sprachwissenschaften an der Universität Hamburg. Von 1990 bis 1999 war er Mitglied des Graduiertenkollegs Kognitionswissenschaften an der Universität Hamburg. Im Wintersemester 1992/1993: war er an der Universität Bordeaux Montaigne, URF des Pays Anglophones, tätig. Von 1993 bis 1999 war er Programmbeauftragter des Instituts für Anglistik und Amerikanistik für das Austauschprogramm mit dem Department of American Studies der Eötvös-Loránd-Universität. Von 1999 bis 2007 war er Programmbeauftragter im Institut für Anglistik und Amerikanistik für das Sokrates-Programm der Europäischen Union. Von 2002 bis 2003 war er an der Southern Illinois University Carbondale, Department of Linguistics, tätig. Am 21. Mai 2007 wurde er Honorarprofessor der Xi’an International Studies University. Von 2012 bis 2014 war er Distinguished Visiting Professor an der Pädagogischen Universität Nanjing.
Seine Schwerpunkte sind kognitive Linguistik, Pragmatik, Motivation grammatischer Strukturen und  Kontrolltheorie (Kooperation mit Klaus-Michael Köpcke).

## Schriften (Auswahl)
- mit Christoph Gutknecht: Generative Linguistik. Ergebnisse moderner Sprachforschung. Stuttgart 1973, ISBN 3-17-001501-X.
- Studien zur semantischen Struktur englischer Quantoren unter besonderer Berücksichtigung des Präsuppositionsproblems. Frankfurt am Main 1977, ISBN 3-261-02222-1.
- Kontrollphänomene im Englischen und Deutschen aus semantisch-pragmatischer Perspektive. Tübingen 1994, ISBN 3-8233-4921-X.
- als Herausgeber mit Hubert Cuyckens, Thomas Berg und René Dirven: Motivation in Language. Studies in Honour of Günter Radden. Amsterdam 2003, ISBN 90-272-4755-2.